# مورچه انتحاری استرالیایی
مورچه انتحاری استرالیایی (نام علمی: Colobopsis anderseni) و مترادف Camponotus anderseni، گونه‌ای از مورچه‌های حرا است که در شمال استرالیا یافت می‌شود.